# Feliks z Kantalicjo

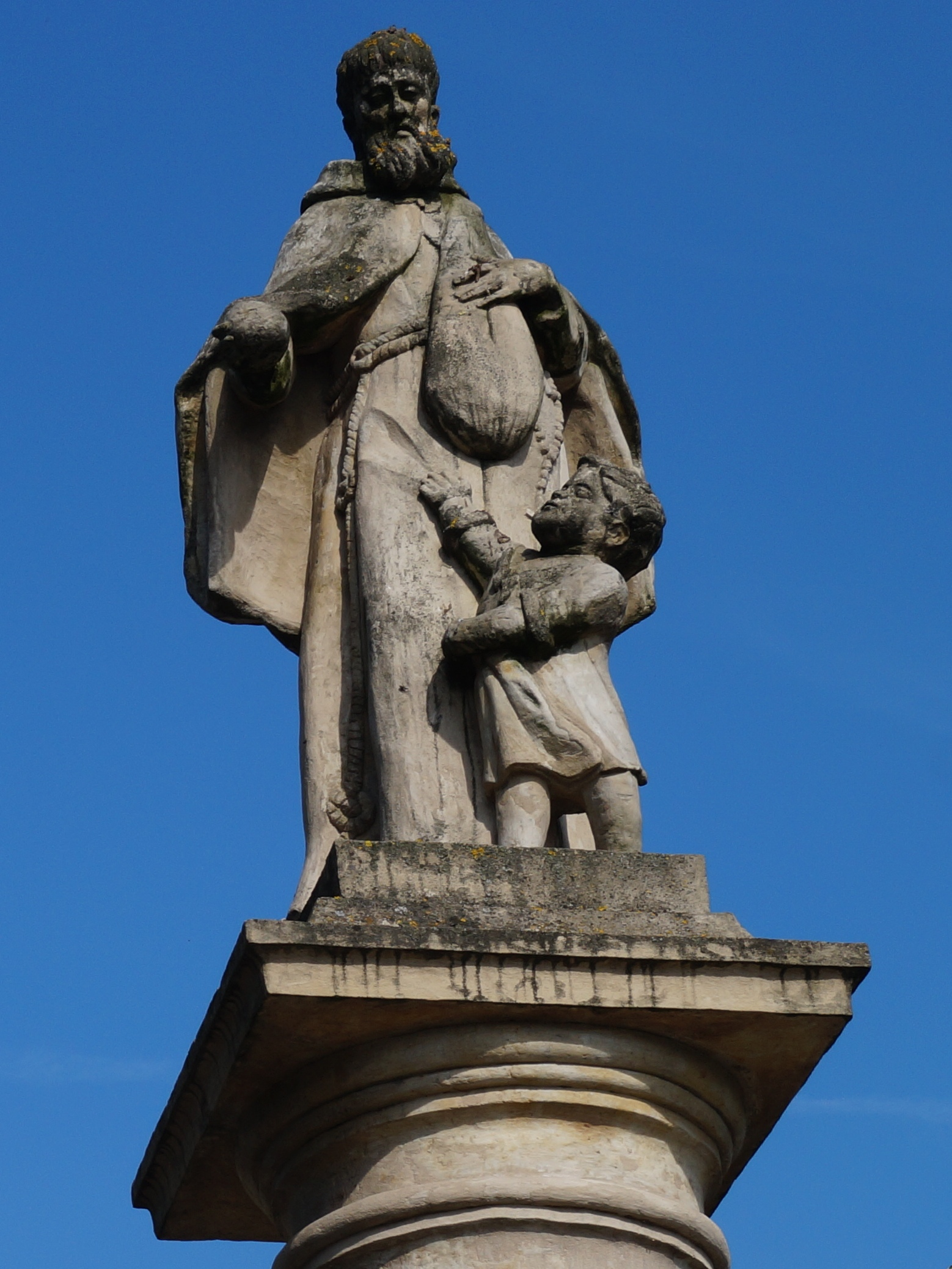
Figura Świętego Feliksa z Kantalicjo przy kościele OO. Kapucynów w Rozwadowie

Feliks z Kantalicjo, właśc. Feliks Porri (ur. 1515 w Cantalice we Włoszech, zm. 1587 w Rzymie) – włoski kapucyn, święty katolicki.

## Życiorys

### Dzieciństwo i młodość
Urodził się jako trzecie z kolei dziecko w rodzinie Santy i Santa Porri w miejscowości Cantalice we Włoszech w Dolinie Rieti (według niektórych mniej prawdopodobnych źródeł - w San Liberato).
Miał trzech braci: Błażeja, Karola i Piotra Marię oraz jedną siostrę o imieniu Potenza. Jego rodzice wraz z dziećmi tworzyli prostą, pobożną, pracowitą rodzinę chłopską.
Feliks od wczesnego dzieciństwa był uczony wykonywania prac gospodarskich przy zwierzętach (pasł bydło) i w polu. Nie miał wykształcenia, ale jego naturalna skromność i dobroć zjednała mu uznanie i szacunek wśród rówieśników. Nigdy nie uczył się pisać ani czytać. Mimo to dobrze znał historie biblijne i żywoty świętych, ponieważ prosił innych, żeby mu je czytali. Dość wcześnie dały się zauważyć jego zdolności organizacyjne i głęboka pobożność.
Jak głosi legenda, Feliks od najmłodszych lat lubił podczas pracy robić krzyże z patyków albo rzeźbić je w korze, modlić się przed nimi, rozważając cierpienia Jezusa, i rozdawać je innym. Ten zwyczaj praktykował do końca swego życia.
W wieku 12 lat podjął służbę u dziedzica Marka Tuliusza Picchi w Citta Ducale. Najpierw polecono mu paść bydło, a po kilku latach podjął ciężką pracę w polu.
Feliks lubił przebywać w samotności. Stronił od zbędnych rozmów. Zawsze jednak odpowiadał z życzliwością, gdy był o coś zapytany.
Jego sposób życia był podporządkowany wewnętrznym potrzebom duszy. Ze swego małego pokoju na poddaszu uczynił pustelnię, aby oddawać się modlitwie. W dniach postów, których przestrzegał bardzo rygorystycznie, pierwszy posiłek spożywał dopiero po zachodzie słońca. Niedziele i święta poświęcał Bogu. Przystępował wtedy do spowiedzi i Komunii św. Z wielką gorliwością uczestniczył we Mszy św. Źródła biograficzne wspominają o ekstazach podczas Mszy św. Jest w nich także wzmianka o darze bilokacji: widziano Feliksa jednocześnie w dwóch miejscach – w kościele i w pracy na polu.
Do ulubionych lektur, które na jego prośbę czytali mu ludzie posiadający tę umiejętność, dołączyły się żywoty świętych pustelników i ojców pustyni. Na podstawie ich biografii ukształtowało się w nim pragnienie poświęcenia życia Bogu.
Na swej drodze poznał nową rodzinę zakonną – Braci Mniejszych Kapucynów – którą papież zatwierdził w 1525 r. Zachwyciło go kapucyńskie ubóstwo, pokora i prostota. Nie odpowiedział jednak od razu na powołanie, rodzące się w jego sercu. Dopiero pewne wydarzenie, w którym dostrzegł Bożą interwencję, wpłynęło na jego decyzję.
W 1543 roku, gdy jako 28-letni mężczyzna pracował u dziedzica, poproszono go, by pomógł zaprząc dwa młode woły, które jeszcze nigdy nie ciągnęły pługa. Gdy nadszedł dziedzic, ubrany w jaskrawo ubarwione szaty, woły przestraszyły się. Zerwały się do ucieczki, przewróciły Feliksa i przeciągnęły po nim lemiesz pługa. Wszystkim obserwującym to zdarzenie wydawało się, że taki wypadek to pewna śmierć. Kiedy jednak Feliks podniósł się, zobaczył, że miał jedynie porozrywane szaty, zawołał: „Litości! Łaski! Litości, Panie! Teraz wiem, czego żądasz ode mnie: pójdę za Tobą!” Poprosił o zwolnienie ze służby, a zarobione pieniądze rozdał ubogim. Gdy spytano go, dlaczego ani grosza nie podarował braciom, rzekł: „Chrystusowa rada jest taka; chciałbym we wszystkim być Mu posłusznym”.

### U Braci Mniejszych Kapucynów
Feliks zgłosił się do klasztoru w Citta Ducale i poprosił o przyjęcie. Gwardian zaprowadził go do kościoła i wskazał na Chrystusa ukrzyżowanego: „On jest tu naszym wzorem. Tak jak Chrystus szedł drogą cierpienia, tak również my powinniśmy dotrzymywać Mu kroku”. Gdy gwardian przekonał się o prawdziwości powołania Feliksa, napisał list do prowincjała w Rzymie i wysłał tam kandydata. Po 18-godzinnej wędrówce Feliks dotarł do Rzymu. Tam poprosił gwardiana o. Bernardyna z Astii o przyjęcie. Ten także obszedł się z nim ostro, ale szybko przekonał się o uczciwości i pokorze kandydata. Przedstawił go prowincjałowi o. Rafałowi z Volaterra, który bez wahania przyjął Feliksa do nowicjatu. Nowicjat znajdował się wówczas w Antocoli, w małym klasztorze w Górach Sabińskich. Prowincjał wysłał go tam i nakazał stawić się u magistra nowicjatu. Feliks osiągnął to, do czego Bóg go wzywał i czego sam pragnął.
Po ośmiu dniach Feliks zdjął świecki ubiór – nadeszła upragniona chwila obłóczyn. Znamienne, że nie nadano mu nowego imienia, jak to zwykle czyniono. Pozostawiono mu chrzestne imię, które znaczy „szczęśliwy”.
W nowicjacie zaczął doświadczać przeróżnych pokus, które dotąd były mu nieznane. Wyjawił wszystkie trudności magistrowi i modlił się żarliwiej niż zwykle. Pokusy spowodowały taki skutek, że wewnętrzne zmagania zahartowały młodego nowicjusza. Jego magister powiedział: „Wydaje mi się, że brat Feliks modli się bez przerwy; jest chodzącą modlitwą”.
Praktyki pokutne nie były trudne dla brata Feliksa. Najtrudniejsza okazała się próba, której poddał go Bóg. Przez cały rok miał gorączkę, nic go nie cieszyło, wszystko wydawało się wstrętne. Jednak modlił się i pracował, jak gdyby był zdrowy. Martwił się, czy pomimo słabego zdrowia zostanie dopuszczony do profesji. Przełożeni widząc jego postawę, nie mieli wątpliwości. Podczas wotacji (głosowania) większość wspólnoty opowiedziała się za nim. Prawdopodobnie swoją profesję złożył na górze San Giovanni 18 maja 1545.
Następnie przeszedł na krótko do Tivoli dla wzmocnienia zdrowia. Tu, pod duchową opieką o. Michała z Segusia (Susa), zakonnika wykształconego i pobożnego, zatapiał się jeszcze głębiej w tajemnicach Ukrzyżowanego. Bracia przekonali się wkrótce, że br. Feliks przewyższa innych gorliwością i pobożnością. Zadawali sobie pytanie: „Jak to możliwe, że prosty chłop, popędzający dotychczas woły, już na początku drogi zakonnej jest tak dobry w sprawach duchowych?”. Feliks nie chciał być nikim więcej, niż był w rzeczywistości. Jako chłop był oddany swemu zajęciu, jako zakonnik – tym bardziej oddawał się służbie Bożej. Stosował się wiernie do Reguły i Konstytucji swojego młodego Zakonu. Przez całe życie zakonne był wzorem posłuszeństwa, ubóstwa, modlitwy, pokory, wdzięczności i pogody ducha.

### Kwestarz - Ewangelizator
Kapucyni nie pobierali opłat za spełniane posługi religijne. Żyli z tego, co ludzie dobrowolnie im dali. Gdy ofiary nie wystarczały na ich utrzymanie, wtedy udawali się „po kweście”. Nie była to łatwa służba. Na kwestarskie wędrówki po Rzymie wysyłano tylko braci doświadczonych i dojrzałych. Jeżeli więc przełożeni klasztoru św. Bonawentury wyznaczyli na urząd kwestarza 32-letniego br. Feliksa, który dopiero co ukończył nowicjat, dali dowód, jak wysoko go cenili. Najpierw br. Feliks kwestował pod opieką starszego br. Anioła z Colle-Discepoli, który wkrótce zmarł. Od tego czasu Feliks sam jako kwestarz musiał troszczyć się o potrzeby materialne współbraci.
Każdego dnia zaraz po pierwszej Mszy św. wybierał się w drogę. Pukał do kolejnych drzwi, prosząc o wsparcie dla braci i ubogich. Trafiał  do różnych domów. Takich, w których przyjmowano go z radością i uprzejmością, gdzie jego serdeczna życzliwość i błogosławieństwo Chrystusowe znajdowało przyjęcie i wnosiło pokój. Ale bywało i tak, że pukał do drzwi, zza których usłyszał niejedno przekleństwo albo wyzwisko, za którymi toczyło się życie biedne, grzeszne, bezbożne. Widział ogrom ludzkiej biedy na rzymskich ulicach i podwórkach. Był świadkiem dramatów rodzinnych, sąsiedzkiej niezgody, wielorakiej krzywdy ludzkiej.
Starał się iść do ludzi z Ewangelią w sercu. Umiał cieszyć się z cieszącymi, a smucić się ze smutnymi. Jednym przynosił kawałek ukwestowanego chleba, a innym wyrzeźbiony przez siebie krzyżyk. Był skromny i uprzejmy wobec drugich. Nie odpłacał złem za zło, gdy bywał wyśmiany i obrzucany wyzwiskami. Miał zwyczaj za wszystko dziękować powiedzeniem: DEO GRATIAS, co w języku łacińskim znaczy „Bogu niech będą dzięki”, lub krócej – „Bogu dzięki”. Dlatego wszyscy nazywali go jakby nowym imieniem: brat Deogratias. To wszystko nie tylko wzbudzało szacunek i podziw dla br. Feliksa, ale sprawiło, że miał opinię świętego.
Za pozwoleniem przełożonych kwestował także dla biednych, ponieważ często był świadkiem, jak nędza i choroba mogą przywieść do rozpaczy, a następnie do ruiny moralnej. W niedziele, odwiedzając chorych w szpitalach lub domach, krzepił ich dobrym słowem i obdarowywał swoimi krzyżykami. Tłumaczył chorym wartość cierpienia i głosił im Ewangelię o Chrystusie. Jego miłosierdzie szczególnie zajaśniało podczas zarazy i głodu, które nawiedziły Rzym w 1550 r. Jego ludzkie miłosierdzie Bóg wspierał cudownymi znakami.
Wydaje się, że najwięcej wpływu wywarł na dzieci Rzymu. Gdy zjawiał się na ulicy zakonnik z workiem, zaraz otaczała go gromada dzieci pociągnięta prostotą i radosnym usposobieniem „Brata Deogratias”. Korzystając z okazji, br. Feliks uczył je katechizmu, własnych modlitw i piosenek, które prosto i jasno ukazywały piękno cnoty i brzydotę grzechu.
Często też cudownie przywracał dzieciom zdrowie. Gdy przyniesiono do niego ciężko chore dziecko, Feliks wziął olej z lampki płonącej przed tabernakulum i namaścił nim jego czoło. Dziecko powróciło do zdrowia, a szczęście – do jego rodziców. Na pamiątkę tamtego cudu w kościołach OO. Kapucynów święci się olej nazywany „olejem św. Feliksa” i namaszcza się nim zarówno dzieci, jak wszystkich, którzy pragną z wiarą go przyjąć.
Nigdy nie przeniesiono br. Feliksa z Rzymu do innego klasztoru. Pełnił urząd kwestarza przez ponad 40 lat (od 1547 do 1587 roku), aż do swej śmierci.
Wędrując po Rzymie spotykał się z wielkimi świętymi. Jego znajomymi byli m.in.: św. Franciszek Borgiasz, św. Pius V, św. Karol Boromeusz, bp (1538-1584), św. Alojzy Gonzaga (1569-1591), św. Kamil de Lellis (1550-1614). Szczególna przyjaźń łączyła go ze św. Filipem Nereuszem (1515-1595).

## Życie modlitwy i pokuty
W przeciwieństwie do innych świętych zakonu kapucynów, br. Feliks rzadko modlił się na różańcu. Jednemu ze współbraci zwierzył się, że prawie nigdy nie może zmówić różańca do końca. Jedno nawet słowo potrafiło wprawić go w stan ekstazy. Nie zaniedbywał jednak modlitw przepisanych przez Regułę i regularnie odmawiał 76 Ojcze nasz. Czynił to jednak z tak wielkim skupieniem, że ta modlitwa ustna przemieniała się w myślną.
Gdy kwestował po Rzymie, nie mógł być obecny na wspólnych rozmyślaniach. Mimo że przez cały dzień zbierał jałmużnę, praca ta nie odwodziła go od Boga: gdy zauważył dobro – dziękował Bogu; gdy natrafił na zło – prosił Boga o przebaczenie i pomoc; gdy spotkał się z nędzą i nieszczęściem, ogarniało go współczucie i zanosił gorące modlitwy za wystawionych na próbę. Z tymi wszystkimi przeżyciami powracał do klasztoru, aby w nocnych modlitwach przedstawić je jeszcze raz Bogu.
Rzymski klimat dla zakonnika, który niemal cały czas przebywał na dworze, niósł dotkliwe cierpienie albo z powodu nadmiernego upału, albo przenikliwego zimna. Swoje zadanie pełnił, chodząc prawie zawsze boso. Stopy miał poranione, a skórę na nich tak grubą, że gdy popękała, zszywał ją igłą i nicią. Nie lubił grzać się przy ogniu. Tłumaczył wtedy swemu ciału, które - podobnie jak św. Franciszek z Asyżu - nazywał „osiołkiem”: „Nie pójdziesz grzać się przy ogniu! Będziesz biegać dookoła niego aż się rozgrzejesz, ale do ognia nie pójdziesz, bo przy ogniu uczeń zaparł się swego Mistrza”.
Po powrocie z kwesty spał przez godzinę. Gdy bracia szli spać, wstawał i szedł do kościoła. Czyścił lampę. Sprawdzał, czy jest sam. Stawał na środku kościoła. Wypowiadał jakiś fragment Pisma św. lub antyfonę (szczególnie w Adwencie i wielkim poście) i zaczynał rozmyślanie. Czasem braciom udawało się schować i być świadkami nocnych modlitw br. Feliksa. Br. Franciszek z Pistoli zobaczył, jak Feliks rozpostarł ręce, jakby był na krzyżu, i wołał: „Panie, oddaję Tobie ten lud, polecam Tobie wszystkich dobrodziejów”. Łzy spływały mu po twarzy, szlochał przez kwadrans, a potem stał nieruchomo dwie godziny przed Najświętszym Sakramentem.
Ktoś innym razem zaobserwował br. Feliksa w ekstazie, jak wołał głośno: „Gorąco pragnąłem spożyć tę wieczerzę z wami przed swoją męką”. Po chwili mówił znowu: „Ten, który mnie pocałuje, zdradzi mnie”. Widocznie przeżywał w uniesieniu mistycznym wieczerzę Wielkiego Czwartku. Ogarniała go radość i głęboki smutek. Czasami wydawał się upojony miłością Bożą. Wymachiwał rękami, jakby grał na jakimś instrumencie. Przy tym wciąż powtarzał: „Panie, Panie!”. Innym razem ktoś podsłuchał rozmowę br. Feliksa ze św. Franciszkiem. Wyciągnąwszy ręce, jakby kogoś zamierzał objąć, wołał: „O, Franciszku! O, Franciszku! Weź w opiekę swego biednego brata Feliksa!”
Gdy wybijała północ, budził braci na nocne pacierze. Sam szedł do celi na krótki odpoczynek. Ledwie bracia skończyli modlitwy chórowe, wracał ponownie do kościoła, aby modlić się do rana. Treścią jego medytacji były przede wszystkim cierpienia i męka Chrystusa. Kontemplacja Ukrzyżowanego zaprowadziła br. Feliksa na szczyty zjednoczenia z Bogiem.
Lubił wspominać, że zna tylko sześć liter: pięć czerwonych i jedną białą. Przez czerwone rozumiał pięć ran Zbawiciela, a przez tę jedną białą – ukochaną Matkę Najświętszą, którą darzył dziecięcą miłością.
Jeśli zawsze kochał dzieci, to tym bardziej w czasie świąt Bożego Narodzenia. Do tych świąt przygotowywał się szczególnie. Bardziej pokutował i modlił się. A gdy nadszedł dzień Narodzenia Pańskiego, budował sobie małą szopkę, klęczał i adorował miłość Boga do człowieka. Ze łzami powtarzał: „Jezus, Jezus, Jezus”. O. Lupus, widział pewnej nocy, jak br. Feliks rzucił się na ziemię przed głównym ołtarzem i błagał Matkę Bożą, aby zechciała mu dać na chwilę swoje Dziecię. Po chwili obraz Maryi w głównym ołtarzu ożył. Matka Boża podeszła do br. Feliksa i złożyła mu w ramiona Boże Dzieciątko. Czule i delikatnie wziął Je w objęcia, przytulił do siebie. Z radości łzy ciekły mu po twarzy. Na podstawie tego zdarzenia br. Feliks przedstawiany jest w ikonografii chrześcijańskiej przeważnie z Dzieciątkiem Jezus.

### Śmierć i rozwój kultu

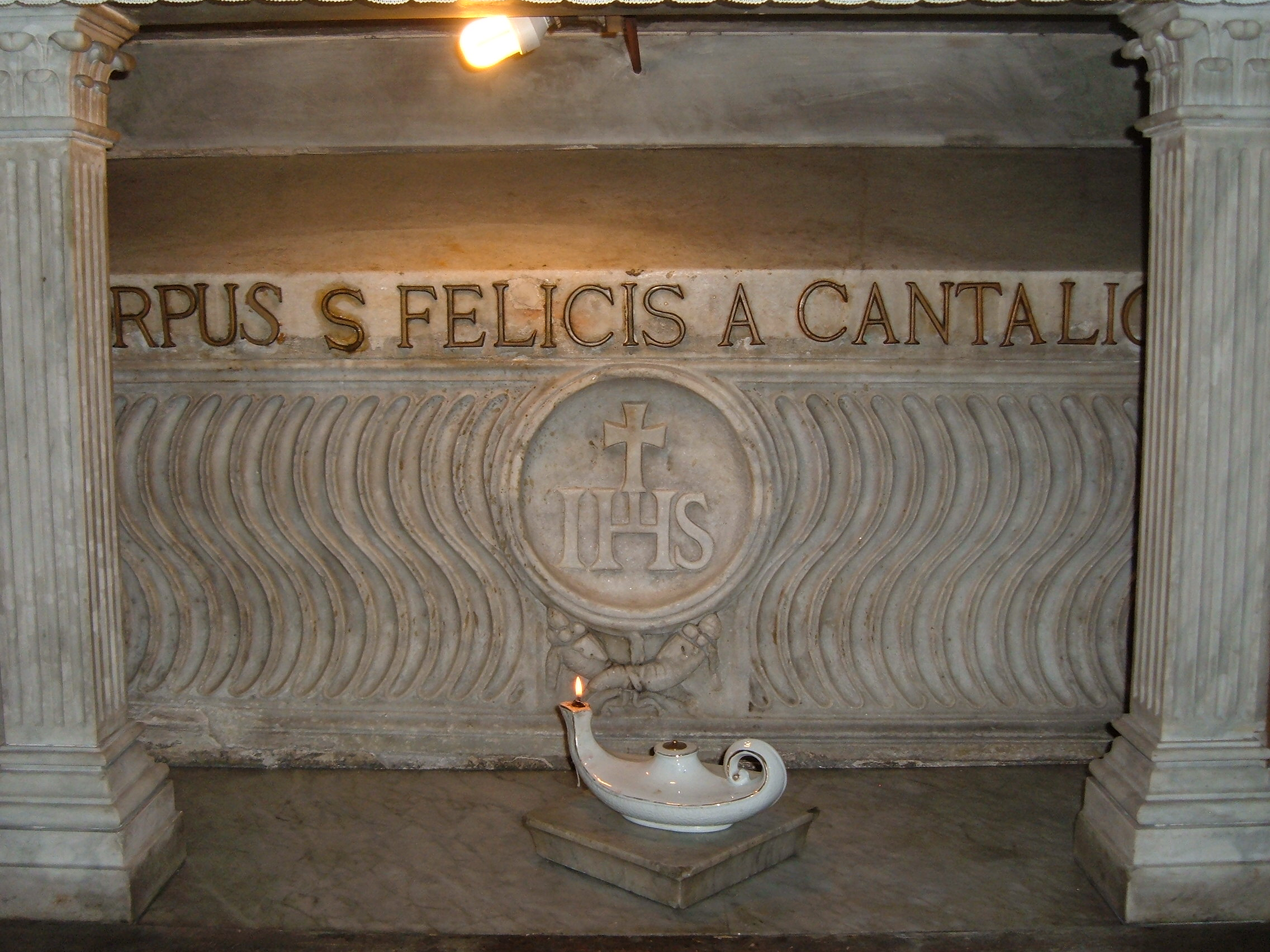
Grobowiec św. Felika w kościele kapucynów w Rzymie przy Via Veneto

Pewnego razu na modlitwie Bóg dał mu poznać chwilę śmierci oraz cześć jaką będzie odbierać na ziemi. Wkrótce po tym objawieniu rozchorował się i dostał gorączki. Chociaż rozpoznał znak zbliżającej się śmierci, udał się na kwestę. Brat Matteo, czujny i wierny towarzysz, zauważył osłabienie br. Feliksa i namówił go do powrotu do klasztoru. W chorobie otrzymał wszelką pomoc duchową i materialną. Radość wypełniła jego serce, gdy mu powiedziano, że czas przyjąć Wiatyk. Wyszeptał tylko: „Deo gratias”. Ze szczerą pokorą przeprosił braci za przykrości i za kłopot, który im sprawił. Po przyjęciu Wiatyku drżącym głosem wyśpiewał „O Sacrum Convivium”, po czym poprosił, by go zostawiono sam na sam z Bogiem.
Brat Urban, który pozostał przy umierającym, twierdził, że Jezus i Maryja ukazali się umierającemu. W chwili odchodzenia do nowego życia zanucił raz jeszcze:
Jezu, Jezu, moje kochanie,
Przyjmij dar serca mego!
I już nigdy, mój drogi Panie,
Nie oddawaj mi daru tego!
Był to drugi dzień uroczystości Zesłania Ducha Świętego, 18 maja 1587 r., dzień rozpoczęcia kapituły generalnej OO. Kapucynów.
Od tej chwili rozpoczął się szereg nadzwyczajnych wydarzeń: nagła przemiana ciała zmarłego, które stało się świeże, gładkie i giętkie; tłumy gromadziły się przy jego ciele, ludzie odcinali kawałki habitu na relikwie, działy się cuda.

## Proces beatyfikacyjny i kanonizacyjny
Spontaniczna cześć oddawana pokornemu braciszkowi sprawiła, że papież Sykstus V polecił gwardianowi przygotować niezwłocznie sprawozdanie o życiu i czynach Feliksa; bardzo szybko zebrano wszystkie niezbędne dokumenty i do listopada proces informacyjny w Rzymie został zakończony, jednak śmierć papieża spowodowała zatrzymanie prac nad procesem beatyfikacyjnym.
Kiedy później zauważono wonny olejek wydobywający się z trumny br. Feliksa, olejek mający właściwości lecznicze, dokonano ekshumacji ciała i znaleziono je dobrze zachowane. Cały Rzym znów domagał się wyniesienia go na ołtarze.
Kapucyni jednak powoli prowadzili sprawę jego beatyfikacji i dopiero 1 października 1625 roku papież Urban VIII ogłosił Feliksa błogosławionym. Prawie wiek później, 22 maja 1712 papież Klemens XI kanonizował go – pierwszego spośród kapucynów, wyznaczając dzień 18 maja ku jego czci.
W dniu 27 sierpnia 1631 roku ciało św. Feliksa przeniesiono z kościoła św. Mikołaja do nowego kościoła Niepokalanego Poczęcia, gdzie znajduje się do dziś. Kult św. Feliksa szerzył się szybko we Włoszech i innych krajach Europy.
Polska czciła tego świętego zakonnika ogłaszając go oficjalnie patronem dzieci. W Warszawie dzień 18 maja obchodzono jako Dzień Dziecka. Tego dnia rodzice przyprowadzali swoje dzieci do kościoła kapucyńskiego, aby namaszczono je cudownym „olejkiem św. Feliksa”.

## Patron Zgromadzenia Sióstr Felicjanek
W kościele OO. Kapucynów w Warszawie przy ul. Miodowej Siostry Felicjanki zapoznały się ze swoim patronem. Tu pierwsze Felicjanki przychodziły w latach 50. i 60. XIX w. z dziećmi i staruszkami, którymi się opiekowały. Mieszkańcy Warszawy, widząc je dość często modlące się z dziećmi przed figurą św. Feliksa, nazwali je „siostrami świętego Feliksa”, a później po prostu „felicjankami”. Za aprobatą Kościoła Zgromadzenie przyjęło oficjalnie nazwę Zgromadzenie Sióstr Świętego Feliksa z Cantalicjo.